# Лиса Гора (пам'ятка природи, Тлумацький район)
Лиса гора — ботанічна пам'ятка природи місцевого значення. Об'єкт розташований на території Тлумацького району Івано-Франківської області, село Герасимів.
Площа — 8,0000 га, статус отриманий у 1996 році.